# Pierre de Fécamp
Pierre de Fécamp, muerto hacia 1246, fue un cronista normando, monje. 

## Obra
A Pierre de Fécamp se debe un fragmento de crónica titulado Chronicon Fiscanense ab anno Christi primo ad 1220, cum appendice Brennacensi ad 1246, ex veretribus membranis quæ penès me sunt. Pierre d'Abernon redactó La lumere as lais ("La luz de los laicos") basándose en una obra suya.